# Eudorylas manaliensis
Eudorylas manaliensis är en tvåvingeart som beskrevs av Kapoor, Grewal och Sharma 1987. Eudorylas manaliensis ingår i släktet Eudorylas och familjen ögonflugor. Inga underarter finns listade i Catalogue of Life.